# 和田茂樹
和田 茂樹（わだ しげき、1911年4月12日 - 2008年4月29日）は、愛媛県松山市出身の国文学者。愛媛大学名誉教授。

## 人物
- 京都帝国大学卒業後、京都府立京都第一中学校(現・京都府立洛北高等学校)教諭[1]となる。松山に戻ってから愛媛師範学校教授、愛媛大学助教授を経て、愛媛大学教授となる。1977年定年退官、名誉教授、松山商科大学教授。
- 1951年の「子規五十年祭」を機に本格的に正岡子規に関する研究を始め[1]、郷土文学研究に功績を残した。
- 1975年から3年間、講談社の全集「子規全集」を全25巻として編集委員を担当[1]、1981年から1996年3月まで松山市立子規記念博物館の初代館長を務めた[1]。
- 2002年7月12日に松山市民栄誉賞表彰で元プロ野球選手千葉茂と共に受賞した[2]。
- 没後に2018年に小椋浩介の監修により約35,000冊の蔵書を公開、奥道後の宿泊施設「奥道後壱湯の守」に「湯の山文庫」として整備された[1]。

## 受賞歴
- 文部大臣賞（1979年）
- 愛媛新聞賞（1992年）
- 愛媛県功労賞（1994年）
- 松山市栄誉賞（2002年）
- 第2回正岡子規国際俳句賞EIJS特別賞（2002年）

## 著書
- 『愛媛の民俗芸能』愛媛文化双書刊行会　1971
- 『愛媛文学の史的研究』和田茂樹先生退官記念事業会編　青葉図書　1977
- 『俳人の書画美術 第7巻　子規 鳴雪・青々・霽月・月斗・為山・極堂』集英社　1979
- 『子規の素顔』愛媛県文化振興財団　1998　えひめブックス
- 『人間正岡子規』関奉仕財団　1998

### 共編著
- 『大山祇神社連歌』編　大山祇神社社務所　1958
- 小林一茶『寛政七年紀行』編著　愛媛出版協会　1967
- 桑折宗臣『大海集』編　青葉図書　1974-1982　愛媛大学古典叢刊
- 『子規と周辺の人々』編　愛媛文化双書刊行会　1983
- 『大山祇神社法楽連歌』編　大山祇神社社務所　1986
- 『漱石・子規往復書簡集』（編）岩波文庫 2002